# Football Club Goa 2021-2022
Questa voce raccoglie le informazioni riguardanti il Goa nelle competizioni ufficiali della stagione 2021-2022.

## Organigramma societario

### Staff tecnico
- Derrick Pereira - Allenatore
- Konstantinos Rostantis - Vice allenatore
- Clifford Miranda - Vice allenatore
- Virender Singh - Allenatore portieri
- Ravi Puskur - Direttore tecnico

## Rosa
| N. |                      | Ruolo | Calciatore                |
| -- | -------------------- | ----- | ------------------------- |
| 1  | India (bandiera)     | P     | Dheeraj Singh             |
| 2  | India (bandiera)     | D     | Sanson Pereira            |
| 4  | India (bandiera)     | D     | Anwar Ali                 |
| 5  | Spagna (bandiera)    | C     | Alberto Noguera           |
| 6  | India (bandiera)     | D     | Leander D’Cunha           |
| 7  | Spagna (bandiera)    | A     | Airam Cabrera             |
| 10 | India (bandiera)     | C     | Brandon Fernandes         |
| 11 | India (bandiera)     | C     | Princeton Rebello         |
| 12 | Australia (bandiera) | D     | Dylan Fox                 |
| 14 | India (bandiera)     | C     | Alexander Romario Jesuraj |
| 17 | India (bandiera)     | C     | Nongdamba Naorem          |
| 18 | India (bandiera)     | C     | Danstan Fernandes         |
| 19 | India (bandiera)     | A     | Makan Chote               |
| 20 | India (bandiera)     | D     | Seriton Fernandes         |

| N. |                   | Ruolo | Calciatore             |
| -- | ----------------- | ----- | ---------------------- |
| 21 | India (bandiera)  | D     | Saviour Gama           |
| 23 | Spagna (bandiera) | C     | Edu Bedia              |
| 24 | Spagna (bandiera) | D     | Iván González          |
| 25 | India (bandiera)  | C     | Glan Martins           |
| 27 | India (bandiera)  | D     | Aibanbha Dohling       |
| 29 | India (bandiera)  | A     | Devendra Murgaokar     |
| 32 | India (bandiera)  | P     | Naveen Kumar           |
| 37 | India (bandiera)  | D     | Mohamed Ali            |
| 41 | India (bandiera)  | D     | Lalhmangaihsanga Ralte |
| 42 | India (bandiera)  | D     | Brison Fernandes       |
| 44 | India (bandiera)  | C     | Muhammed Nemil         |
| 46 | India (bandiera)  | C     | Christy Davis          |
| 47 | India (bandiera)  | D     | Manushawn Fernandes    |
| 55 | India (bandiera)  | P     | Hrithik Tiwari         |

## Calciomercato
| Acquisti | Acquisti                  | Acquisti        | Acquisti      |
| R.       | Nome                      | da              | Modalità      |
| -------- | ------------------------- | --------------- | ------------- |
| P        | Hrithik Tiwari            | FC Goa B        | Definitivo    |
| P        | Naveen Kumar              |                 |               |
| P        | Dheeraj Singh             |                 |               |
| D        | Iván González             |                 |               |
| D        | Sanson Pereira            |                 |               |
| D        | Kunal Kundaikar           | Goa             | Definitivo    |
| D        | Dylan Fox                 | FC Goa          | Definitivo    |
| D        | Manushawn Fernandes       | Club of Manora  | Definitivo    |
| D        | Lalhmangaihsanga Ralte    | FC Goa B        | Definitivo    |
| D        | Leander D’Cunha           |                 |               |
| D        | Aibanbha Dohling          |                 |               |
| D        | Saviour Gama              |                 |               |
| D        | Seriton Fernandes         |                 |               |
| D        | Mohamed Ali               |                 |               |
| C        | Alberto Noguera           |                 |               |
| C        | Edu Bedia                 |                 |               |
| C        | Glan Martins              |                 |               |
| C        | Nongdamba Naorem          | Kerala Blasters | Definitivo    |
| C        | Princeton Rebello         |                 |               |
| C        | Brandon Fernandes         |                 |               |
| C        | Alexander Romario Jesuraj |                 |               |
| C        | Danstan Fernandes         |                 |               |
| C        | Christy Davis             |                 |               |
| C        | Muhammed Nemil            | Grama           | Fine prestito |
| C        | Flan Gomes                |                 |               |
| A        | Jorge Ortiz               |                 |               |
| A        | Airam Cabrera             | Wisła Płock     | Definitivo    |
| A        | Redeem Tlang              |                 |               |
| A        | Devendra Murgaokar        |                 |               |
| A        | Makan Chote               |                 |               |

| Cessioni | Cessioni            | Cessioni    | Cessioni   |
| R.       | Nome                | a           | Modalità   |
| -------- | ------------------- | ----------- | ---------- |
| P        | Shubham Dhas        | NEROCA      | Definitivo |
| P        | Mohammad Nawaz      | Mumbai City | Definitivo |
| D        | Sarineo Fernandes   | East Bengal | Definitivo |
| D        | Kunal Kundaikar     | FC Goa B    | Definitivo |
| C        | Seiminlen Doungel   | Jamshedpur  | Definitivo |
| C        | Phrangki Buam       | Mohammedan  | Definitivo |
| C        | Amarjit Singh Kiyam | East Bengal | Prestito   |
| C        | Romeo Fernandes     | East Bengal | Definitivo |
| C        | Delton Colaco       | FC Goa B    | Definitivo |
| C        | Nestor Dias         | FC Goa B    | Definitivo |
| C        | Brison Fernandes    | FC Goa B    | Definitivo |
| A        | Igor Angulo         | Mumbai City | Definitivo |
| A        | Ishan Pandita       | Jamshedpur  | Definitivo |

### Mercato invernale
| Acquisti | Acquisti         | Acquisti | Acquisti   |
| R.       | Nome             | da       | Modalità   |
| -------- | ---------------- | -------- | ---------- |
| D        | Anwar Ali        | Delhi    | Prestito   |
| C        | Brison Fernandes | FC Goa B | Definitivo |
| A        | Redeem Tlang     | Odisha   | Prestito   |

| Cessioni | Cessioni   | Cessioni      | Cessioni |
| R.       | Nome       | a             | Modalità |
| -------- | ---------- | ------------- | -------- |
| C        | Flan Gomes | Rajasthan Utd | Prestito |

### Post stagione
| Acquisti | Acquisti | Acquisti | Acquisti |
| R.       | Nome     | da       | Modalità |
| -------- | -------- | -------- | -------- |

| Cessioni | Cessioni            | Cessioni | Cessioni   |
| R.       | Nome                | a        | Modalità   |
| -------- | ------------------- | -------- | ---------- |
| C        | Jorge Ortiz Mendoza |          | Svincolato |

### Cambio di allenatore
| Allenatore in uscita | Motivo     | Dal            | Fino al          | Allenatore in entrata | A partire dal    |
| -------------------- | ---------- | -------------- | ---------------- | --------------------- | ---------------- |
| Juan Ferrando        | Dimissioni | 30 aprile 2020 | 20 dicembre 2021 | Derrick Pereira       | 21 dicembre 2021 |

#### Post stagione
| Allenatore in uscita | Motivo     | Dal              | Fino al        | Allenatore in entrata | A partire dal  |
| -------------------- | ---------- | ---------------- | -------------- | --------------------- | -------------- |
| Derrick Pereira      | Dimissioni | 21 dicembre 2021 | 16 aprile 2022 | Carlos Peña           | 16 aprile 2022 |

## Risultati

### Indian Super League
| Arbitro: | Rowan A. |

|                                             |           |  |
| Igor Angulo 33’ (Rig.) 36’ Ygor Catatau 76’ | Marcatori |  |

| Arbitro: | Nathan S. |

|                   |           |                                            |
| Airam Cabrera 86’ | Marcatori | 51’, 61’ Nerijus Valskis 80’ Jordan Murray |

| Margao 4 dicembre 2021, ore 15:00 UTC+5:30 4ª giornata                                    | NorthEast Utd | 2 – 1 referto       | FC Goa | Fatorda Stadium (0 spett.) |
| \| \| \| \| \| Rochharzela 10’ Khassa Camara 90+3’ \| Marcatori \| 13’ Romario Jesuraj \| |               |                     |        |                            |
|                                                                                           |               |                     |        |                            |
| Rochharzela 10’ Khassa Camara 90+3’                                                       | Marcatori     | 13’ Romario Jesuraj |        |                            |

| Arbitro: | Srikrishna C. |

|                                                |           |                                                                              |
| Antonio Perošević 26’, 60’ Amir Dervišević 37’ | Marcatori | 14’, 80’ Alberto Noguera 32’ (Rig.) Jorge Ortiz 44’ (A.g.) Antonio Perošević |

| Arbitro: | Banerji P. |

|                                                     |           |                   |
| Ashique Kuruniyan 16’ (A.g.) Devendra Murgaokar 70’ | Marcatori | 45’ Cleiton Silva |

| Arbitro: | Ramachandra V. |

|                   |           |                   |
| Airam Cabrera 62’ | Marcatori | 54’ Joel Chianese |

| Arbitro: | Srikrishna C. |

|              |           |                   |
| Jonathas 53’ | Marcatori | 42’ Iván González |

| Arbitro: | Crystal J. |

|                                   |           |                 |
| Liston Colaco 24’ Roy Krishna 56’ | Marcatori | 81’ Jorge Ortiz |

| Arbitro: | Srikrishna C. |

|                                   |           |                               |
| Jeakson Singh 10’ Adrián Luna 20’ | Marcatori | 24’ Jorge Ortiz 38’ Edu Bedia |

| Arbitro: | Mondal P. |

|                 |           |  |
| Jorge Ortiz 82’ | Marcatori |  |

| Arbitro: | Ramachandra V. |

|                   |           |                   |
| Airam Cabrera 39’ | Marcatori | 2’ Hernán Santana |

| Arbitro: | Purkayastha A. |

|                     |           |                      |
| Alberto Noguera 37’ | Marcatori | 9’, 42’ Naorem Singh |

| Arbitro: | Banerjee M. |

|                   |           |               |
| Sunil Chhetri 61’ | Marcatori | 41’ Dylan Fox |

| Arbitro: | Purkayastha A. |

|                  |           |  |
| Daniel Chima 49’ | Marcatori |  |

| Arbitro: | Nathan S. |

|               |           |                     |
| Jesuraj 90+4’ | Marcatori | 61’ (Rig.) Jonathas |

| Arbitro: | Crystal J. |

|  |           |                                                                   |
|  | Marcatori | 6’ Makan Chote 20’, 41’, 53’ Jorge Ortiz 45+2’ (A.g.) Narayan Das |

| Arbitro: | Rowan A. |

|                                              |           |                                                |
| Bartholomew Ogbeche 25’, 41’ João Victor 70’ | Marcatori | 36’ Jorge Ortiz Mendoza 73’ Devendra Murgaokar |

| Arbitro: | Kumar Gupta R. |

|  |           |                                     |
|  | Marcatori | 35’ Mehtab Singh 86’ Diego Maurício |

| Arbitro: | Crystal J. |

|  |           |                      |
|  | Marcatori | 3’, 46’ Manvir Singh |

| Arbitro: | Purkayastha A. |

|                                                    |           |                                                                          |
| Airam Cabrera 49’, 63’ (Rig.) Aibanbha Dohling 79’ | Marcatori | 10’, 25’ (Rig.) Jorge Pereyra Díaz 88’ Vincy Barretto 90’ Álvaro Vázquez |

#### Andamento in campionato
| Giornata  | 1  | 2  | 3  | 4  | 5  | 6 | 7 | 8 | 9 | 10 | 11 | 12 | 13 | 14 | 15 | 16 | 17 | 18 | 19 | 20 | 21 | 22 |
| --------- | -- | -- | -- | -- | -- | - | - | - | - | -- | -- | -- | -- | -- | -- | -- | -- | -- | -- | -- | -- | -- |
| Luogo     | T  | C  | X  | T  | T  | C | C | T | T | T  | C  | C  | C  | T  | T  | C  | X  | T  | T  | C  | C  | C  |
| Risultato | P  | P  | X  | P  | V  | V | N | N | P | N  | V  | N  | P  | N  | P  | N  | X  | V  | P  | P  | P  | N  |
| Posizione | 11 | 11 | 11 | 11 | 10 | 8 | 8 | 8 | 9 | 9  | 8  | 8  | 9  | 9  | 9  | 9  | 9  | 9  | 9  | 9  | 9  | 9  |

Legenda:

Luogo: C = Casa; T = Trasferta. Risultato: V = Vittoria; N = Pareggio; P = Sconfitta.

### Durand Cup

#### 1º turno
| Calcutta 7 settembre 2021, ore 15:00 UTC+5:30 1ª giornata   | FC Goa    | 2 – 0 referto | Army Green | Salt lake Stadium |
| \| \| \| \| \| Noguera 35’ Murgaokar 59’ \| Marcatori \| \| |           |               |            |                   |
|                                                             |           |               |            |                   |
| Noguera 35’ Murgaokar 59’                                   | Marcatori |               |            |                   |

| Calcutta 13 settembre 2021, ore 15:00 UTC+5:30 2ª giornata                          | FC Goa    | 2 – 1                    | Sudeva Delhi | Salt lake Stadium |
| \| \| \| \| \| Nemil M. 45+3’ Ortiz 80’ \| Marcatori \| 90+8’ (Rig.) Pauliankhum \| |           |                          |              |                   |
|                                                                                     |           |                          |              |                   |
| Nemil M. 45+3’ Ortiz 80’                                                            | Marcatori | 90+8’ (Rig.) Pauliankhum |              |                   |

| Calcutta 17 settembre 2021, ore 15:00 UTC+5:30 3ª giornata                      | Jamshedpur | 0 – 5 referto                                 | FC Goa | Salt lake Stadium |
| \| \| \| \| \| \| Marcatori \| 20’, 44’ Murgaokar 26’ Rebello 46’, 81’ Nemil \| |            |                                               |        |                   |
|                                                                                 |            |                                               |        |                   |
|                                                                                 | Marcatori  | 20’, 44’ Murgaokar 26’ Rebello 46’, 81’ Nemil |        |                   |

#### Andamento
| Giornata  | 1 | 2 | 3 |  |
| --------- | - | - | - |  |
| Luogo     | C | C | T |  |
| Risultato | V | V | V |  |
| Posizione | 1 | 1 | 1 |  |

Legenda:

Luogo: C = Casa; T = Trasferta. Risultato: V = Vittoria; N = Pareggio; P = Sconfitta.

### Quarti di finale
| Calcutta 24 settembre 2021, ore 15:00 UTC+5:30                                                                     | FC Goa    | 5 – 1    | Delhi | Mohun Bagan Ground |
| \| \| \| \| \| Murgaokar 16’ Vailiyattil 19’ Fernandes 45+4’ D’Cunha 85’ Romario 90+2’ \| Marcatori \| 83’ Mali \| |           |          |       |                    |
| |           |          |       |                    |
| Murgaokar 16’ Vailiyattil 19’ Fernandes 45+4’ D’Cunha 85’ Romario 90+2’                                            | Marcatori | 83’ Mali |       |                    |

### Semifinale
| Calcutta 29 settembre 2021, ore 14:30 UTC+5:30 | FC Goa               | 2 – 2 (d.t.s.)                                                | Bengaluru | Salt Lake Stadium |
| \| \| \| \| \| Murgaokar 8’ Tlang 72’ \| Marcatori \| 1’, 83’ Narayanan \| \| Dohling Tlang Pereira D’Cunha Edu Bedia Chote L. Ralte Davis \| Tiri di rigore 3 – 2 \| Muirang N. Singh A. Chhetri Shrivas Bhutia Kumar Oram Lyngdoh \| |                      |                                                               |           |                   |
| |                      |                                                               |           |                   |
| Murgaokar 8’ Tlang 72’ | Marcatori            | 1’, 83’ Narayanan                                             |           |                   |
| Dohling Tlang Pereira D’Cunha Edu Bedia Chote L. Ralte Davis | Tiri di rigore 3 – 2 | Muirang N. Singh A. Chhetri Shrivas Bhutia Kumar Oram Lyngdoh |           |                   |

### Finale
| Arbitro: | Rahul Kumar Gupta |

|  |           |                |
|  | Marcatori | 104’ Edu Bedia |

| Mohammedan | Goa |

|                 |    |                       |      |      |
|                 |    |                       |      |      |
| GK              |    | Zothanmawia           |      |      |
| RB              |    | Lalramchullova        | 110’ |      |
| CB              |    | Wayne Vaz             |      |      |
| CB              |    | Shaher Shaheen        | 30’  |      |
| LB              | 3  | Manoj Mohammed        |      |      |
| CM              |    | Nikola Stojanović     | 24’  |      |
| CM              | 35 | Milan Singh           | 102’ | 109’ |
| CM              | 31 | SK Faiaz              |      | 87’  |
| RW              | 11 | Faisal Ali            |      |      |
| CF              | 10 | Marcus Joseph         |      |      |
| LW              |    | Azharuddin Mallick    | 13’  | 63’  |
| A disposizione: |    |                       |      |      |
| FW              | 77 | Brandon Vanlalremdika |      | 63’  |
| FW              |    | Phrangki Buam         |      | 87’  |
| FW              |    | Jaskaranpreet Singh   |      | 109’ |
| Allenatore      |    |                       |      |      |
| Andrej Černyšov |    |                       |      |      |

|                 |    |                    |     |      |      |
|                 |    |                    |     |      |      |
| GK              | 32 | Naveen Kumar       |     |      |      |
| RB              | 6  | Leander D’Cunha    |     |      |      |
| CB              |    | Lalmangaih Sanga   |     |      |      |
| CB              | 4  | Iván González      |     |      |      |
| CB              | 2  | Sanson Pereira     |     |      |      |
| LB              | 21 | Saviour Gama       |     | 93’  |      |
| RM              | 44 | Muhammed Nemil     |     | 115’ |      |
| CM              | 23 | Edu Bedia (c)      | 53’ |      | 104’ |
| CM              | 5  | Alberto Noguera    |     | 108’ |      |
| LM              | 14 | Alexander Romario  |     | 85’  |      |
| CF              | 29 | Devendra Murgaokar |     | 93’  |      |
| A disposizione: |    |                    |     |      |      |
| GK              |    | Hrithik Tiwari     |     |      |      |
| CB              | 27 | Albanbha Dohling   |     | 115’ |      |
| CM              | 46 | Christy Davis      |     | 93’  |      |
| CM              |    | Brison Fernandes   |     |      |      |
| CM              |    | Danstan Fernandes  |     |      |      |
| CM              |    | Princeton Rebello  |     | 108’ |      |
| CM              | 22 | Redeem Tlang       |     | 85’  |      |
| CM              |    | Delton Colaco      |     |      |      |
| FW              | 19 | Makan Chote        |     | 93’  |      |
| Allenatore:     |    |                    |     |      |      |
| Juan Ferrando   |    |                    |     |      |      |